# Nowy Dwór Królewski
Nowy Dwór Królewski è una frazione polacca del distretto di Chełmno, nel voivodato della Cuiavia-Pomerania. Fa parte del comune di Papowo Biskupie.

## Storia
La frazione è stata istituita nel medioevo.